# Antonio Castello
Antonio Castello (Roma, 23 d'abril de 1945) va ser un ciclista italià que s'especialitzà en la pista. Va guanyar tres medalles, una d'elles d'or, als Campionats del món de persecució per equips.

## Palmarès en pista
- 1966
  -  Campionat del món de persecució per equips amateur (amb Cipriano Chemello, Gino Pancino i Luigi Roncaglia)
- 1968
  - 1r a la Coppa Penna